# شون وارتون
شون وارتون (بالإنجليزية: Sean Wharton)‏ هو لاعب كرة قدم بريطاني في مركز الهجوم، ولد في 31 أكتوبر 1968 في نيوبورت في المملكة المتحدة. لعب مع نادي سندرلاند.